# جو كينيدي (لاعب كرة قاعدة)
جو كينيدي (بالإنجليزية: Joe Kennedy)‏ (و. 1979 – 2007 م) هو لاعب كرة قاعدة أمريكي، ولد في لا ميسا، سان ديغو، كاليفورنيا، مركز لعبه هو مرسل الكرة ‏، توفي عن عمر يناهز 28 عاماً، بسبب مرض قلبي وعائي.

## روابط خارجية
- جو كينيدي على موقع دوري كرة القاعدة الرئيسي (الإنجليزية)
- جو كينيدي على موقعبيزبول رفرنس.كوم (الدوري الرئيسي) (الإنجليزية)
- جو كينيدي على موقعبيزبول رفرنس.كوم (الدوري الثانوي) (الإنجليزية)
- جو كينيدي على موقع إي إس بي إن.كوم (أم.أل.بي) (الإنجليزية)
- جو كينيدي على موقع مشجعي الرسوم البيانية (الإنجليزية)